# Municipio de Sterling (Illinois)
El municipio de Sterling (en inglés: Sterling Township) es un municipio ubicado en el condado de Whiteside en el estado estadounidense de Illinois. En el año 2010 tenía una población de 18035 habitantes y una densidad poblacional de 284,23 personas por km².

## Geografía
El municipio de Sterling se encuentra ubicado en las coordenadas 41°48′51″N 89°41′19″O / 41.81417, -89.68861. Según la Oficina del Censo de los Estados Unidos, el municipio tiene una superficie total de 63.45 km², de la cual 60.6 km² corresponden a tierra firme y (4.5%) 2.85 km² es agua.

## Demografía
Según el censo de 2010, había 18035 personas residiendo en el municipio de Sterling. La densidad de población era de 284,23 hab./km². De los 18035 habitantes, el municipio de Sterling estaba compuesto por el 83.88% blancos, el 2.83% eran afroamericanos, el 0.4% eran amerindios, el 0.74% eran asiáticos, el 0.01% eran isleños del Pacífico, el 8.29% eran de otras razas y el 3.85% pertenecían a dos o más razas. Del total de la población el 22.19% eran hispanos o latinos de cualquier raza.